# Hymenophyllum poolii
Hymenophyllum poolii är en hinnbräkenväxtart som beskrevs av Bak. Hymenophyllum poolii ingår i släktet Hymenophyllum och familjen Hymenophyllaceae. Inga underarter finns listade.